# 蒙得維的亞 (喬治亞州)
蒙德維的亞（英語：Montevideo）是位於美國喬治亞州艾伯特縣的一個非建制地區。該地的面積和人口皆未知。

## 地理
蒙德維的亞的座標為34°16′20″N 82°49′18″W / 34.27222°N 82.82167°W，而該地的平均海拔高度為216米（即709英尺）。